# Aorun
Aorun is een geslacht van vleesetende theropode dinosauriërs behorend tot de groep van de Coelurosauria, dat tijdens het late Jura leefde in het gebied van de huidige Volksrepubliek China. De enige benoemde soort is Aorun zhaoi.

## Vondst en naamgeving
In 2006 vond Jonah Choiniere, een student die deel uitmaakte van een expeditie geleid door James Michael Clark in de streek Wucaiwan in Xinjiang, een bot van een achterpoot uit de grond steken. Een verdere opgraving toonde aan dat er een vrij volledig skelet van een kleine theropode aanwezig was.
In 2013 benoemden en beschreven Choiniere, Clark, Catherine Forster, Mark Norell, David Eberth, Gregory Erickson, Chuc Hongjun en Xu Xing de typesoort Aorun zhaoi. De geslachtsnaam is een samentrekking van Ao Run, 敖 閏, de mythische Drakenkoning van het Westen uit de roman De reis naar het westen. De soortaanduiding eert professor Zhao Xijin, de Chinese paleontoloog die het onderzoek in het vondstgebied beheert.
Het holotype, IVPP V15709, is gevonden in een laag van de Shishugouformatie, die dateert uit het Oxfordien en waarvan de ouderdom door argondatering vrij nauwkeurig is vast te stellen op 161,5 miljoen jaar. Het bestaat uit een tamelijk compleet skelet. Bewaard zijn gebleven: de schedel, de onderkaken, een halswervel, een ruggenwervel, drie staartwervels, de linkerellepijp, de linkerhand, de uiteinden van beide schaambeenderen en de linker en rechteronderbenen. Het skelet lag nog min of meer in verband op een oppervlak van vijftien centimeter in het vierkant. De preservering van de postcrania is vrij goed, maar de schedel en onderkaken hebben een gebroken en verweerd botoppervlak. Het gaat om een jong dier, dat volgens een studie van de botstructuur niet ouder kan zijn geweest dan één jaar omdat er nog geen groeilijn (Line of Arrested Growth) zichtbaar is, maar geen pas uitgekomen kuiken was. Aangezien de eieren meestal niet uitkomen in een seizoen met weinig voedsel, het soort jaargetijde dat de LAG veroorzaakt, is een leeftijd die duidelijk onder één jaar ligt, het waarschijnlijkst.

## Beschrijving

### Grootte, algemene bouw en onderscheidende kenmerken
Aorun is vermoedelijk een kleine lichtgebouwde tweevoetige vleeseter. De lengte van het holotype werd geschat op één meter, het gewicht op anderhalve kilogram. Dit betreft echter een onvolgroeid dier. Vanuit de verwantschappen werd geconcludeerd dat dit niet zou zijn uitgeroeid tot een erg grote theropode.
De beschrijvers wisten enkele onderscheidende kenmerken vast te stellen. In de uitholling voor de fenestra antorbitalis ligt een tweede opening, de fenestra maxillaris die uitzonderlijk groot is en het grootste deel van de voorkant van de uitholling beslaat. De maxillaire tanden hebben alleen op de achterste snijrand kartelingen die daarbij erg klein zijn en naar het spits van de tand gericht. De halswervels zijn zwak opisthocoel: bol van voren en hol van achteren. De handklauwen verschillen sterk van elkaar waarbij de duimklauw groot en gebogen is terwijl de twee andere klauwen kleiner zijn met een rechte onderkant. Het scheenbeen heeft een hoge smalle groeve voor de articulatie met de opgaande tak van het sprongbeen, welke groeve beperkt is tot de voorste buitenste zijkant van het scheenbeen. Deze opgaande tak van het sprongbeen bevindt zich inderdaad aan de buitenste zijkant van het scheenbeen maar is laag.

### Skelet

#### Schedel
De schedel van Aorun is langwerpig, vrij plat en zeer smal. De lengte is ongeveer negen centimeter. De schedel is nogal lichtgebouwd met grote schedelopeningen. De voorste daarvan is het buitenste neusgat. De grootte daarvan is door beschadigingen onbekend, maar het moet een aanzienlijk oppervlak beslagen hebben. Het neusgat is 45° schuin naar achter gekeerd en de onderzijde ervan is afgerond. Achter het neusgat ligt de uitholling voor de fenestra antorbitalis, die eirond is, langer dan hoog, en 63% van de achterste lengte van de uitholling beslaat. In de voorkant van die uitholling ligt een opvallend groot fenestra maxillaris. Dit kenmerk is uitzonderlijk voor een basale coelurosauriër en is verder alleen bekend van de Troodontidae. Beide openingen zijn gescheiden door een verticale smalle beenstijl die zelf geen klein foramen heeft in de onderkant. Vóór de fenestra maxillaris ligt aan de onderkant nog een veel kleinere eirond fenestra promaxillaris aan de uiterste voorrand van de uitholling. Achter de fenestra antorbitalis, en met dezelfde lengte, bevindt zich een zeer grote ronde oogkas. Achter de oogkas ligt een nauw onderste slaapvenster dat vanuit de achterrand matig ingesnoerd is. Grootte en vorm van het bovenste slaapvenster zijn door compressie niet meer vast te stellen.
De voorste snuitbeenderen, de praemaxillae, vormen een in bovenaanzicht U-vormige snuitpunt. Het gedeeltelijk van de praemaxilla onder het neusgat is even lang als het gedeelte ervoor; de snuitpunt is dus niet speciaal verlengd. De snuitpunt is in zijaanzicht vrij recht en helt 15° naar achteren. De praemaxilla begrenst het bovenkaaksbeen, ofwel maxilla, van voren en heeft er een achteraan hol raakvlak mee. Onderaan dit raakvlak heeft de kaakrand geen inkeping. De inzinking rond het neusgat holt de praemaxilla licht uit maar er is geen diepe trog die schuin naar beneden richting snuitpunt loopt. De opgaande tak van de praemaxilla loopt naar het neusbeen maar aan beide zijden zijn deze takken afgebroken zodat het precies snuitprofiel hier niet vast te stellen valt. Wel zijn de bases van deze takken verticaal afgeplat wat suggereert dat er een plat snuitstuk was tussen de neusgaten, wat typisch is voor basale Maniraptoriformes. De praemaxilla draagt met een evenredige tussenruimte vier tanden. Het bovenkaaksbeen is langgerekt en laag. De opgaande tak bestaat uit een onderste verticale plaat die bekroond wordt door een horizontale plaat die bovenaan de fenestra maxillaris overhangt, wat naar buiten uitstekend. De achterste tak naar het jukbeen heeft een rechte onderrand, in plaats van licht bol te zijn. De tak heeft onderaan een lange rechte hoge horizontale richel die de ondergrens vormt van de uithollingen rond de verschillende openingen in de zijwand van de snuit. Het bovenkaaksbeen draagt twaalf maxillaire tanden, alle vóór de fenestra antorbitalis geplaatst. De tanden zijn aan de achterzijde versterkte door vijfhoekige niet-versmolten interdentaalplaten. Het jukbeen is dun en staafvormig, een typisch maniraptoriform kenmerk. De voorste punt richting bovenkaaksbeen is iets uitgehold door de fossa rond de fenestra antorbitalis maar loopt niet tot onder die opening door. De opgaande tak is smal. De tak richting quadratojugale is achteraan gevorkt waarbij de onderste "tand" langer is dan de bovenste en achter het midden van het onderste slaapvenster eindigt. Het quadratojugale is L-vormig in plaats van T-vormig, een basaal kenmerk. De opgaande tak is hoog en overdwars dun, de onderste helft van de zijkant van de schacht van het quadratum bedekkend. De voorste tak is dun en laag en past als een punt in de achterste vork van het jukbeen. De punt steekt niet vóór de voorrand van het onderste slaapvenster uit, een basaal kenmerk.
Van de neusbeenderen is weinig bekend; ze lijken bij het holotype niet vergroeid en vormden hoogstwaarschijnlijk de platte bovenkant van de snuit. Er is geen spoor van ornamentering of een neuskam. Het traanbeen is T-vormig waarbij de voorste tak veel langer is dan de achterste. De voorste tak raakte vermoedelijk de opgaande tak van het bovenkaaksbeen. De achterste tak steekt schuin omhoog. De neergaande tak is smal en lang, de volledige voorrand van de ogkas vormend. Het onderste uiteinde ervan is matig naar voren en achteren verbreed. Het prefrontale vormt vermoedelijk een slechts kleine gedeelte van de bovenste oogkas, achter het traanbeen. Het prefrontale lijkt overdwars mal te zijn geweest. Het heeft een smalle neergaande tak die aan de binnenzijde van de neergaande tak van het traanbeen loopt. Achter het prefrontale maakt het voorhoofdsbeen een deel van de oogkas uit. Het voorhoofdsbeen is vlak en wordt naar achteren smaller. De voorste tak van het postorbitale kromt naar boven en vormt de ronde achterrand van de oogkas. De achterste tak, vermoedelijk vrij kort, ligt lager zodat het postorbitale geen echte T-vorm heeft. Bij de rechteroogkas is een enorme scleraalring te zien, een direct bewijs dat de ogen zeer groot waren, iets wat vermoedelijk samenhing met de jeugdige leeftijd van het dier. Door erosie is het aantal plaatjes in de ring niet meer vast te stellen. Het open midden van de ring heeft de helft van de doorsnede van de oogkas als geheel. Het squamosum, achter het postorbitale, loopt schuin af, bijna evenwijdig aan het quadratum. De neergaande tal is lang, zich versmallend om contact te maken met de opgaande tak van het quadratojugale. Deze tak sluit het quadratum uit van de achterrand van het onderste slaapvenster. Het quadratum staat verticaal, zodanig dat het kaakgewricht recht onder de kop ervan ligt. De achterkant ervan is hol waarbij het grootste deel van het midden beslagen wordt door een foramen quadraticum in de vorm van een staande ovaal. De opening wordt niet omgeven door een uitholling en is ook geen uitloper van een trog. Het foramen wordt volledig omsloten door het quadratum en ligt dus niet tussen de schacht en het quadratojugale, zoals wel het geval bij de Tyrannosauroidea en de meeste Maniraptora. Van de onderste gewrichtsknobbel wordt het buitenste geheel aan de buitenkant bedekt door het quadratojugale. De interne vleugel voor het contact met het pterygoïde is hoog en driehoekig met de grootste voorwaartse uitbreiding onderaan. Het binnenvlak ervan is hol maar zonder pneumatische doorboringen.
Van het verhemelte is alleen een stuk bewaard waar de verhemeltebeenderen de ploegschaarbeenderen raken. Dat gebeurt ter hoogte van het midden van de fenestra antorbitalis. Van de bouw van deze elementen zijn verder geen details waarneembaar.

#### Onderkaken
De onderkaken zijn samen nog smaller dan de schedel waar ze van onderen immers in moeten passen. Ze zijn vooraan niet vergroeid en geplaatst in een scherpe "V" zonder met de punten naar elkaar te buigen. Het voorste bot van de onderkaak, het os dentale of dentarium, is langwerpig en laag met een evenwijdige bovenrand en onderrand. Naar voren buigt het dentarium iets naar boven. Bij de positie van de vierde tand begint een horizontale reeks aderkanalen. Deze openingen zijn eerste gescheiden maar meer naar achteren, waar de reeks naar boven buigt, vervloeien ze tot een scherpe groeve die doorloopt tot onder het midden van de fenestra antorbitalis van de schedel. Na dit punt wordt het dentarium iets hoger. Achteraan eindigt het in een vork waarvan de onderste punt het verst doorloopt, tot onder het zijvenster van de kaak. Die punt bedekt het speniale volledig. Het dentarium draagt minstens twintig maar vermoedelijk vijfentwintig tot dertig tanden. Dat aantal is uitzonderlijk hoog; sommige basale coelurosauriërs hebben er maar een dozijn. De tandrij loopt drie tandposities door achter de maxillaire rij van de bovenkaak.
Van het achterdeel van de onderkaak maakt het surangulare minder dan de halve hoogte uit. Het heeft vooraan een lang, schuin naar boven lopend, raakvlak met het angulare. Achteraan vormt het het zijvlak van het retroarticulair uitsteeksel waarmee de onderkaak geopend wordt. Het onderliggende angulare is driehoekig van profiel met een lange taps toelopende voorste tak naar het dentarium, een hoog middengedeelte en een achterste tak die niet verder gaat dan het punt onder het kaakgewricht. Binnenkant en buitenkant zijn glad. Het os spleniale aan de voorste binnenkant van de onderkaak is ook driehoekig. De voorste tak reikt tot onder het midden van de fenestra maxillaris. Het bot heeft een naar voren en beneden gerichte ovale opening voor de nervus mylohyoideus, onder de achterrand van de fenestra maxillaris. Het prearticulare is lang en recht. Het middenstuk is verticaal dun en cilindervormig, met een uitholling aan de bovenkant die suggereert dat de groeve in de bovenzijde van de onderkaak, voor de sluitspieren, langwerpig en ovaal was. De achterste tak is overdwars dun.
Delen van het apparaat van het tongbeen zijn bewaardgebleven. Het gaat volgens de beschrijvers om de ceratohyalia. Ze zijn dun en cilindervormig en liepen naar voren tot minstens het niveau van het postorbitale en naar achteren tot het retroarticulair uitsteeksel.

#### Tanden
De vier tanden in iedere praemaxilla zijn ongeveer even groot. Hun tandkronen zijn spits, lang, smal en maar weinig overdwars afgeplat. Hun doorsnede is ovaal. Ze hebben geen vertandingen en zelfs geen snijranden. Ze zijn matig naar achteren gekromd en hellen ook wat naar achter.
De twaalf maxillaire tanden in ieder bovenkaaksbeen zijn relatief kort. Het vrij geringe aantal betekent dat ze niet te dicht op elkaar staan. De voorste tanden zijn het langst en vrij smal met een lichte achterwaartse kromming en een ovale dwarsdoorsnede. Naar achteren worden de tanden geleidelijk korter en iets krommer en meer overdwars afgeplat. Ze hebben geen voorste snijrand maar wel een achterste met kleine kartelingen die schuin naar het spits van de tand gericht zijn, ongeveer tien per strekkende millimeter. Ze zijn niet duidelijk door groeven gescheiden.
De dentaire tanden in de onderkaak hebben wortels met een ronde dwarsdoorsnede. Hun tandkassen zijn gescheiden door beenschotten. Er is een duidelijk verschil tussen de zeven voorste tanden en de volgende in de reeks. De eerste tanden zijn cilindervormig en weinig gekromd. Ze zijn ongeveer even lang als de premaxillaire tanden. De achterste worden abrupt lager, overdwars afgeplat en krommer. Ze zijn een stuk korter dan de maxillaire tanden. De dentaire tanden hebben geen voorste snijrand maar sommige tonen een zwakke achterste snijrand, zij het zonder kartelingen.

#### Postcrania

##### Wervelkolom
Van de bewaarde voorste halswervel is de zijwand doorboord door twee foramina gelegen in een horizontale groeve, de voorste onder de parapofyse, de grotere achterste nabij het midden van de achterrand van het gewrichtsfacet. De wervel is ingesnoerd. De onderzijde is overdwars plat maar vooraan is er een inzinking. De parapofysen staan op steeltjes. De wervel is opisthocoel zoals bij Compsognathus. De voorste bolling is wat breder dan hoog maar niet niervormig. De wervelboog is lang en smal en strekt zich uit over de volle lengte van het wervellichaam. Get ruggenmergkanaal is ruim. De achterste gewrichtsuitsteeksels zijn verbonden door een dunnen beenschort die zich tot bijna hun punten uitstrekt. De achterste gewrichtsuitsteeksels hebben bovenop vrij lange epipofysen. Het doornuitsteeksel is laag.
De bewaarde achterste ruggenwervel, misschien de negende, heeft één foramen op de achterste zijkant. De onderzijde is overdwars bol. De voorste gewrichtsuitsteeksels zijn kort en verlegen het wervellichaam slechts 10% naar voren toe. De zijuitsteeksels, achter op de wervelboog geplaatst, zijn kort in bovenaanzicht, lang in zijaanzicht en staan iets schuin omhoog. De onderkant van het zijuitsteeksel wordt ondersteund door een voorste en achterste richel met ertussen een diepe uitholling die niet verder onderverdeeld is. Het doornuitsteeksel staat achteraan, met de achterrand achter de rand van het gewrichtsfacet. Het heeft een rechthoekig profiel en is in zijaanzicht breder dan hoog.
De bewaarde staartwervels hebben een vlakke onderkant. Hun voorste facet heeft een vierkant profiel. Hun doornuitsteeksels hellen sterk naar achteren.

##### Ledematen
De ellepijp is dun en recht. Het ondervlak is druppelvormig met de punt naar achteren gericht. Van de onderste binnenzijde uit steekt een klein bultje naar binnen voor het contact met het spaakbeen. De beschrijvers gingen ervan uit dat de drie digiti van de hand de nummers twee, drie en vier vertegenwoordigen. Dit is echter een minderheidsstandpunt: de heersende leer is dat het de nummers één, twee en drie betreft. Het eerste carpale in de pols raakt, volgens de gangbare identificatie, de bovenzijde van het eerste en tweede middenhandsbeen. Een schijfvormig en langwerpig radiale drukt met de bolle onderkant tegen de vlakke bovenkant van het eerste carpale aan. Het heeft bovenaan een eironde ondiepe uitholling als contact met het spaakbeen. Het eerste carpale heeft het profiel van een komma. Het ondervlak heeft een bolling die in een inkeping in het bovenvlak van het eerste middenhandsbeen past.
Het eerste middenhandsbeen is een kort en stevig element. Het heeft 45% van de lengte van het tweede middenhandsbeen en tweemaal de breedte. De bovenzijde is wat afgeplat, naar binnen uitlopend in een matig ontwikkelde flens. Meer richting het onderste uiteinde is de onderzijde hol. De onderste gewrichtsknobbels zijn groot met vlakke bovenzijden en bolle onderzijden. Door erosie kon niet vastgesteld worden of er een scharniergewricht was maar het ontbreken daarvan zou een zeldzaamheid zijn binnen de Theropoda. Het tweede middenhandsbeen is lang en dun en aan het bovenste uiteinde niet verbreed; ook het onderste uiteinde is ongeveer even breed als de schacht. Er is geen scharniergewricht of bovenste uitholling tussen de gewrichtsknobbels. Het derde middenhandsbeen is erg slank maar bijna evenlang als het tweede middenhandsbeen. Het is niet naar buiten gebogen.
Het eerste kootje van de eerste vinger is robuust, bijna tweemaal zo breed als de ellepijp. De onderzijde of palmzijde is over de bovenste helft, richting middenhand, hol maar over de onderste helft vlak. De holte wordt begrensd door ver, haaks op de schacht, uitstekende richels waarvan de binnenste, op de van de tweede vinger afgekeerde zijde, het hoogst is. Het kootje eindigt in een scharniergewricht met een diepe trog op de bovenzijde. De duimklauw, het tweede kootje, is de langste, hoogste en breedste van alle handklauwen maar slechts matig gekromd en relatief smal ten opzichte van de vinger. De klauw heeft een grote bult, dicht bij het eerste kootje geplaatst, voor de pees van de krommende spier. De bult heeft aan beide kanten symmetrische ronde uithollingen aan de onderzijde, kennelijk ter verankering van een gespleten of dubbele pees. Het eerste kootje van de tweede vinger is lang en dun en heeft maar 62% van de lengte van het tweede kootje. Tussen de gewrichtsknobbels loopt een nauwe diepe groeve die zich voortzet op het bovenvlak. Van bezijden bezien zijn de knobbels rond met het putje voor het gewrichtskapsel in het midden geplaatst. Ook het tweede kootje is lang en vooral overdwars dun. Bij dit kootje is bovenaan in ieder geval de binnenste richel aan de palmzijde goed ontwikkeld; de positie van de buitenste richel heeft erosieschade. Bij dit kootje zijn de gewrichtsknobbels meer eirond maar hebben ook weer een nauwe scheidende groeve. De tweede handklauw is veel korter en lager dan de duimklauw, met een vlakke onderzijde. De ontbrekende eerste en tweede kootjes van de derde vinger hebben tezamen een geschatte lengte van één centimeter. Het wel bewaarde derde kootje is in z'n eentje de helft langer, langwerpig, laag en overdwars afgeplat. De derde handklauw is klein met slechts een geringe kromming; de kleine bult voor de pees van de krommende spier is meer naar de punt geplaatst wat de kracht van de klauw moet hebben verminderd. Geen van de handklauwen heeft een beenlip op de bovenste achterkant. 
Van de schaambeenderen is slechts de onderkant bekend. De onderste schachten zijn van voor naar achter afgeplat. Ze zijn aan de voorranden verbonden door een beenschort waarvan het midden wat naar achter terugwijkt. Onderaan lopen de schaambeenderen samen in een grote "voet". Deze heeft alleen een lang achterste uitsteeksel, een voorste uitsteeksel ontbreekt. De rand van de voet kromt geleidelijk naar achteren en boven, uitlopend in een smalle punt. Aan de voorkant zijn de voethelften niet vergroeid maar aan de punt wel. De buitenste zijkanten van de schacht zijn wat uitgehold en die lopen hol in de voet over die daardoor in vooraanzicht een toegeknepen profiel krijgt. Het ondervlak van de voet is ten opzichte hiervan verbreed en overdwars bollend zodat dikke zijranden ontstaan. Bij het achterste uitsteeksel van de voet lopen de inzinkingen uit in een komvormige uitholling bovenop.
Het scheenbeen is lang en slank. Aan het voorste bovenvlak steekt de crista cnemialis niet ver naar voren uit en geheel niet naar boven. Aan de buitenste zijkant van de schacht bevindt zich een goed ontwikkelde crista fibularis. De voorste onderkant van het scheenbeen wordt overgroeid door de opgaande tak van het sprongbeen: het raakvlak wordt aan de buitenzijde begrensd door een verticale opstaande richel, net als bij Tugulusaurus. Een verschil met die soort is dat bij Aorun de zo gevormde groeve tamelijk smal is. De buitenste onderste gewrichtsknobbel is nogal klein. De buitenste zijrand van de schacht maakt onderaan een hoek van 45° met het voorvlak, vermoedelijk om contact te maken met het hielbeen. Het achtervlak is plat. Van voor naar achteren gemeten is de onderzijde aan de binnenkant het dikst; aan de buitenkant treedt een opvallende verdunning op doordat het bot inspringt bij de begrenzende richel. Van het kuitbeen is niet meer bekend dan dat de schacht ongeveer de helft van de doorsnede heeft van die van het scheenbeen.
Het sprongbeen heeft zoals bewaard een overdwars smalle en verticaal erg lage opgaande tak in de vorm van een klein driehoekje. Die vult de groeve ervoor op de voorste onderkant van het scheenbeen niet geheel; mogelijkerwijs deed het uitlopende kraakbeen dat wel en was de structuur door de jonge leeftijd van het exemplaar nog niet geheel verbeend. Een hielbeen is niet teruggevonden. Twee onderste tarsalia zijn gevonden, beide met een holle bovenkant en een bolle onderkant. Ze zijn niet vergroeid met de middenvoet. Het buitenste tarsale, dat wellicht met het hielbeen en de buitenste knobbel van het sprongbeen articuleerde, is het grootste element en heeft een inkeping aan de binnenzijde waar het rechthoekige binnenste tarsale inpast.
De middenvoet heeft ongeveer twee derden van de lengte van het scheenbeen. Het eerste middenvoetsbeen is kort en is met de platte bovenzijde tegen de binnenzijde, iets boven de middelste hoogte van de schacht, van het tweede middenvoetsbeen aangedrukt. De gewrichtsknobbels lopen glad uit de schacht van het eerste middenvoetsbeen, waarbij de buitenste knobbel uitgehold is op het raakpunt met het tweede middenvoetsbeen en de binnenste knobbel wat verder uitgegroeid is en nog een put voor het gewrichtskapsel toont. Anders dan bij veel Maniraptoriformes is het tweede middenvoetsbeen even lang als het vierde en overdwars breder dan het derde middenvoetsbeen. De dwarsdoorsnede is rechthoekig, breder dan diep. De gewrichtsknobbels ervan, ook hier weer glad uitlopend, zijn samen breder dan de onderkanten van de andere middenvoetsbeenderen apart. Zij zijn sterk asymmetrisch waarbij de buitenste knobbel veel breder is en verder naar beneden uitsteekt dan de binnenste knobbel. Het derde middenvoetsbeen is duidelijk langer dan het tweede of vierde en heeft een driehoekige dwarsdoorsnede met de punt naar achteren gericht. Van achteren bezien is het element zo een dunne verticale richel maar aan de voorzijde blijft het over de volle lengte zichtbaar: hoewel het bovenaan wat smaller wordt, is het daar niet echt toegeknepen en de "arctometarsale" toestand ontbreekt. De symmetrische gewrichtsknobbels lopen glad uit, vooraan slechts gescheiden door een zeer ondiepe korte groeve, maar de buitenste knobbel, aan de zijde van het vierde middenvoetsbeen, is veel platter dan de binnenste. Het vierde middenvoetsbeen is het smalst van de dragende elementen. Het rechthoekige profiel overdwars is daarom dieper dan breed. Ook het onderste uiteinde is veel smaller dan dat van het derde en tweede middenvoetsbeen. De gewrichtsknobbels zijn asymmetrisch waarbij de buitenste knobbel de vorm heeft van een dunne beenrichel die schuin bezijden uitsteekt. Een vijfde middenvoetsbeen is niet gevonden maar wellicht wel aanwezig.
Van de eerste teen is het eerste kootje bovenaan overdwars smal; naar onderen verbreedt het zich, uitlopend in normale afgerond gewrichtsknobbels met putjes voor de gewrichtskapsels in het midden. Het tweede kootje, de klauw, is smal en licht gekromd met een hoge basis en een scherpe punt die iets boven het niveau van de onderkant van het tweede middenvoetsbeen eindigt. De kootjes van de tweede teen zijn robuuster en breder dan die van de andere tenen. Het breedste kootje in de voet is het eerste van de tweede teen, dat even lang is als het eerste kootje van de derde teen. Het heeft een rond en diep uitgehold bovenste gewrichtsvlak met een naar boven uitstekende beenlip aan de achterzijde en een kleiner uitsteeksel aan de voorzijde. Nabij het gewrichtsvlak steekt de achterste buitenrand extra naar buiten uit. Het kootje heeft onderaan een scharniergewricht. Tussen de gewrichtsknobbel bevindt zich een brede diepe groeve die naar voren uitloopt in een uitholling op het voorvlak. De zijkanten van de gewrichtsknobbels tonen putjes voor de gewrichtskapsels; dat in de binnenste knobbel is rond en in het midden geplaatst terwijl het putje in de buitenste knobbel eirond is in een hogere of meer voorwaartse positie. Het tweede kootje is bijna even lang als het eerste. Het bovenvlak is driehoekig met aan beide zijden holle facetten om te articuleren met het scharniergewricht van het eerste kootje. Het vlak heeft een groter naar boven, richting eerste kootje, gericht uitsteeksel aan de voorkant. De gewrichtsknobbels zijn hier eirond in zijaanzicht. De groeven voor het gewrichtskapsel liggen voorwaarts en de knobbels zijn gescheiden door een nauwe diepe groeve die over het voorvlak doorloopt zodat een vrij smal scharniergewricht ontstaat. Het derde kootje is de grootste voetklauw, tweemaal zo hoog en breed als de derde klauw. Hoewel dit kenmerk overeenkomt met de toestand bij de Deinonychosauria, heeft de klauw, anders dan bij die groep, niet de kenmerken van een sikkelklauw. Er zijn geen duidelijke aanpassingen om hem speciaal te heffen en de kromming ervan is zwak. Wel bevindt zich dicht tegen het tweede kootje op de onderkant van de klauw een goed ontwikkelde bult voor de pees van de krommende spier. De punt is kegelvormig met een ronde dwarsdoorsnede wat afwijkt van de piramidevorm van de meer buitenste klauwen. Het eerste kootje van de derde teen is het langste van de voet; het is echter slechts iets langer dan het eerste kootje van de tweede teen. Het heeft aan de randen van bovenste achterzijde twee korte lengterichels. De schacht is veel dunner dan die van het eerste kootje van de tweede teen en de uitholling op het onderste voorvlak is ondieper. De gewrichtsknobbels zijn afgerond en de groeven voor de gewrichtskapsels symmetrisch ontwikkeld. De achterzijde of onderzijde als men de teen als plat op de grond geplaatst ziet, is vlak. Van het tweede kootje is het bovenste gewrichtsvlak breed en diep maar de schacht is naar onderen sterk overdwars ingesnoerd. De bovenste achterkant heeft ook weer lengtericheltjes hoewel die hier minder ver doorlopen. De gewrichtsknobbels zijn afgerond in zijaanzicht met in het midden putjes voor de gewrichtskapsels, aan beide zijden even groot. Ze vormen geen scharniergewricht maar er is wel een uitholling op het onderste voorvlak. Het derde kootje heeft onderaan wel een scharniergewricht. Van de vierde teen zijn de vijf kootjes dun en langwerpig. Aorun behoort dus niet tot de theropoden, zoals de Ornithomimosauria en de Tyrannosaurinae, die een korte diepe vierde teen hebben. De onderste gewrichtsknobbel lopen naar boven uit in slechts lage richels. De vierde voetklauw is veel kleiner dan de tweede.

## Fylogenie
Aorun is door de beschrijvers basaal in de Coelurosauria geplaatst. Zijn positie is echter wat onduidelijk: hij vormt volgens verschillende cladistische analyses of de meest basale soort van alle coelurosauriërs die meer afgeleid zijn dan de Tyrannosauroidea of, indien gecompenseerd wordt voor de jonge leeftijd van het exemplaar, hij is een lid van een Coeluridae die de meest basale tak vormen binnen de Maniraptora. In beide gevallen staat hij beneden de Compsognathidae in de stamboom. De onzekerheden worden mede veroorzaakt door het gegeven dat jonge dieren in fylogenetische analyses basaler plegen uit te vallen doordat ze kenmerken tonen die typisch zijn voor vroege voorouders.
Het vaststellen van de fylogenetische positie van jonge dieren is altijd problematisch omdat ze vaak een meer oorspronkelijke bouw hebben dan de volwassenen wat een te lage ofwel basale positie in de stamboom oplevert. Dat de hand desalniettemin afgeleide coelurosaurische kenmerken vertoont, zagen de beschrijvers als een duidelijk teken dat Aorun echt tot de Coelurosauria behoort. Een basaal kenmerk dat daar toch weer twijfel over schept, is de korte opgaande tak van het sprongbeen.